# Мцхети-Мтианети
Мцхетия-Мтианетия (на грузински: მცხეთა-მთიანეთი) е една от 12-те историко-географски области (мкхаре, региони) на Грузия. Площ 6785 km² (4-то място по големина в Грузия, 9,75% от нейната площ). Население на 1 януари 2018 г. 93 900 души (11-о място по население в Грузия, 2,36% от нейното население). Административен център град Мцхета. Разстояние от Тбилиси до Мцхета 19 km.

## Историческа справка
Историко-географската област Мцхетия-Мтианетия обхваща няколко по-малки исторически области на Грузия: Ерцо-Тианети, Мтиулети, Хеви, Хевсурети, Пшави и източната част на Вътрешна Картли. Когато през 1801 г. големи части от територията на Грузия са присъединени към Руската империя историко-географската област Мцхетия-Мтианетия е влизара в състава на Картлийско-Кахетинското царство. През 1840 г. регионът влиза в състава на Грузино-Имеретинската губерния, а през 1846 г. след разформироването ѝ – в състава на Кутаиска губерния. Тогава територията на региона се е делял на Горийски и Тифлиски уезди. По-късно границите на уездите няколко пъти са се променяли. Част от територията на региона се контролира от самопровъзгласилата се през 1992 г. и частично призната република Южна Осетия. В югозападната част на областта е разположен Ахалгорийски район, който съответства на Ленингорски район на Южна Осетия и напълно се контролира от властите на Южна Осетия.
Двата града в Мцхетия-Мтианетия са едни от най-древните грузински градове. Селището Мцхета възниква в началото на новата ера, а от началото на 4 век стотици години е столица та Грузинското царство. След разпадането на царството градът запада и се превръща в село, а през 1956 г. официално е признато за град. Селището Душети за първи път се споменава в историческите източници през 1215 г. След присъединяването на този район към Руската империя през 1801 г. официално е утвърдено за град.

## География
Мцхетия-Мтианетия е разположена в североизточната част на Грузия. На север граничи с руските републики Северна Осетия, Ингушетия и Чечения, на изток – с Кахетия, на юг – с Долна Картли и столицата Тбилиси и на запад – с Вътрешна Картли. В тези си граници заема площ от 6785 km², включително Ахалгорийски район, който се контролира от властите на самопровъзгласилата се през 1992 г. и частично призната република Южна Осетия.
През северната част на Мцхетия-Мтианетия от запад-северозапад на изток-югоизток на протежение от 88 km се простира Главния, или Вододелен хребет на Голям Кавказ, който на височина 2379 m се пресича от Крестовския проход, през който преминава първокласен път. На юг от него се отделят меридионалните хребети Харулски, Демиски, Картлийски и Кахетски с дълбоко врязаните между тях планински долини на реките Ксани, Арагви и Йори, леви притоци на Кура. Северно от Главния, или Вододелен хребет се отделят къси, но много по-високи и мощни хребети: Хохски (връх Казбек 5033 m, 42°42′00″ с. ш. 44°31′00″ и. д. / 42.7° с. ш. 44.516667° и. д.), издигаш се на границата със Северна Осетия), Шавана, Кидегански и Хевсуретски. Между тях са разположени дълбоките долини на най-горните течения на река Терек и реките Аса и Аргун от неговия водосборен басейн. Най-южната част на областта е заета от Вътрешнокартлийската равнина, през която с малък участък протича река Кура.

## Население
На 1 януари 2018 г. населението на Мцхетия-Мтианетия е наброявало 93 900 души (това е само населението на контролираната от Грузия територия, 11-о място по население в Грузия, 2,36% от нейното население). Гъстота 13,84 души/km². Етнически състав (само на грузинска територия): грузинци 94,5%, азербайджанци 2,4%, осетини 1,4%, асирийци 0,75% и др.

## Административно-териториално деление
В административно-териториално отношение регионът Мцхетия-Мтианетия се дели на 4 административни района (общини), 2 града с районно подчинение и 5 селища от градски тип. По законодателството на Грузия, регионът Мцхетия-Мтианетия включва още един район Ахалгорийски, който съответства на Ленингорски район на Южна Осетия и напълно се контролира от властите на Южна Осетия.
| Административна единица        | Площ (km²) | Население (2018 г.) | Административен център | Население (2018 г.) | Разстояние до Мцхета (в km) | Други градове и сгт с районно подчинение |
| ------------------------------ | ---------- | ------------------- | ---------------------- | ------------------- | --------------------------- | ---------------------------------------- |
| Административен район (община) |            |                     |                        |                     |                             |                                          |
| 1. Душетски                    | 2982       | 26 128              | гр. Душети             | 6167                | 35                          | Жинвали, Пасанаури                       |
| 2. Казбекски                   | 1082       | 3818                | сгт Степанцминда       | 1326                | 131                         |                                          |
| 3. Мцхетски                    | 806        | 53 944              | гр. Мцхета             | 7940                | -                           |                                          |
| 4. Тианетски                   | 906        | 10 007              | сгт Тианети            | 2479                | 55                          | Сиони                                    |